# Merionoeda punctifrons
Merionoeda punctifrons là một loài bọ cánh cứng trong họ Cerambycidae.